# Palazzo Scaratti-Minelli
Palazzo Scaratti-Minelli è uno storico edificio di Medole, in provincia di Mantova.

## Storia e descrizione
Il palazzo del primo Settecento, frutto di accorpamento di edifici esistenti, appartenne alla nobile famiglia Scaratti ed è uno degli edifici più significativi del centro di Medole.
La facciata con un fronte di circa 40 m e scandita da alte finestre, è interrotta da un artistico portale in marmo bianco, sormontato dal balcone. Il tetto si caratterizza per i numerosi e caratteristici camini. Il corpo del palazzo si sviluppa attorno ad un cortile interno fiancheggiato da due costruzioni laterali più basse destinate alle dipendenze. All'interno, un imponente scalone collega i vari saloni decorati nell'Ottocento. Nella seconda metà del XVIII secolo il palazzo è stato soggetto ad intervento architettonico ad opera dell'architetto Carlo Bollani.
Il palazzo è stato donato dalla famiglia Minelli alla parrocchia di Medole per scopo di formazione umana e cristiana.